# Saarijärvi (sjö i Enare, Lappland, 69,57 N, 28,87 Ö)
Saarijärvi är en sjö i kommunen Enare i landskapet Lappland i Finland. Sjön ligger 116,5 meter över havet. Arean är 38 hektar och strandlinjen är 4,99 kilometer lång. Sjön  ingår i Neidenälvens huvudavrinningsområde.   Den ligger omkring 360 kilometer norr om Rovaniemi och omkring 1100 kilometer norr om Helsingfors. 